# Шахти Гродівки
Шахти Гродівки — кустарні й напівкустарні вуглевидобувні підприємства, що функціонували з середини XIX по середину ХХ століття в селі Гродівка Покровського району Донецької області, та в околицях.
Краєзнавці Гродівки впевнені, що перша шахта в «західній частині Донецького кам’яновугільного кряжу» відкрилася саме у них. За думкою гродівців, це була шахта Мазурка, що названа за прізвищем її власника. Шахта нібито знаходилася в західній частині колишнього колгоспного двору в Гродівці. Але документальних свідчень як про шахту, так і про її власника «селянина Мазурка» особисто, досі не виявлено. Та й Гродівка була не першим населеними пунктом Гришинського вугленосного району, де почали копати вугілля, - ще в 30-40-х роках XIX століття вугілля кустарним способом видобували в Курахівці.
Проте, виявлені документальні свідоцтва про початок видобутку вугілля в Гродівці в середині XIX століття вказують саме на селянські копальні, - в тому числі це стосується Гродівского селянського рудника, що розроблявся селянами. Згідно із даними «Військово-статистичного огляду Російської імперії» (СПб., 1850), в середині XIX століття розробка вугілля проводилася в селі Гродівка «у вершинах річки Казенний Торець». Дрібними «шурфиками» розроблявся пласт вугілля потужністю близько 0,6 м. Брати Носови так описували цей «рудник»: «На лівому боці р. Казенного Торця, біля с. Гродівки, у проваллі, поблизу криниці лісничого, знайдені 3 пропластки кам’яного вугілля… у глинистому сланці, найбільш потужний з них розробляється селянами на виході». Станом на 1862 рік, в районі Гродівки вказані вже два місця вуглевидобутку: «Річка Казенний Торець. На річці Журавці, що впадає в Казенний Торець, біля казенного селища Гродівка – 1 фут 9 дюймів; там же, в Сухому Яру – 1 фут 2 дюйма»(відповідно, близько 50 і 35 см).
Уривчасті дані про роботу дрібних вуглекопалень у Гродівці знаходимо у документах, датованих початком ХХ століття. Так, у 1900-1901 господарчому році по станції Гришине (Покровськ) 4,5 вагони вугілля відправив мешканець Гродівської волості Є.Є.Пріцкау. Працювали Гродівські селянські копальні на початку ХХ століття і з боку Селидівки – в районі сучасної Новогродівки. Вугілля з шахт йшло як на власні потреби. Так і відвантажувалося на станціях Гришине і Желанна. Багато селянських шахт працювали західніше села Гродівка. Так, по балці Сінна розроблявся пласт вугілля потужністю 0,7 м на глибині 17-28 м декількома селянськими шахтами. На лівому березі річки Журавка цей пласт розкривали селянські шурфи, але важко визначити, в які роки ці шурфи було пройдено.
Не дивлячись на відкриття у 1912-1917 роках на землях Гродівських селян капітальних рудників, кустарні копальні в районі Гродівки продовжували працювати і після революції 1918-1921 років. У 1924 році невеличка селянська шахта працювала біля дороги від Новоекономічного рудника на Гродівку. На радянських і німецьких картах 30-х – 40-х років ХХ століття вказані стволи шахт в районах західніше шахти № 5-6 (до 11-го блочку залізниці Ясинувата – Чаплине), в Сухому яру, в долині річки Сінної (хутір Московський). На залишки старих розробок вугілля в районах Ульянівки (Малинівки) та Єлизаветівки є посилання в радянських джерелах 20-х – 40-х років. І врешті-решт, в 1943-1945 роках в районі шахти № 5-6 ім.Г.Димитрова були відкриті 2 дрібні шахти «Гродівські-Південні».